# Пауль-Генріх Дене
Пауль-Генріх «Саротті» Дене (нім. Paul-Heinrich "Sarotti" Dähne; 7 липня 1921, Франкфурт-на-Одері — 24 квітня 1945, Варнемюнде) — німецький льотчик-ас винищувальної авіації, гауптман люфтваффе. Кавалер Лицарського хреста Залізного хреста.

## Біографія
Після закінчення авіаційного училища в 1941 році зарахований в 2-у ескадрилью 52-ї винищувальної ескадри. Учасник Німецько-радянської війни. Свою першу перемогу здобув 26 серпня 1941 року в бою над Північним морем. Наприкінці 1942 року збив 15 літаків. В червні-грудні 1943 року здобув 56 перемог, 15 грудня 1943 року довів свій загальний рахунок до 76 збитих літаків. З 6 червня 1944 року — командир 2-ї ескадрильї 11-ї винищувальної ескадри. З 2 січня 1945 року — командир 3-ї групи 11-ї винищувальної ескадри, з березня 1945 року — 2-ї групи 1-ї винищувальної ескадри. 24 квітня 1945 року його літак (Не.162) зазнав аварії при аварійній посадці. Дене спробував катапультуватися, але система скидання ліхтаря кабіни не спрацювала і він отримав смертельні поранення.
Всього за час бойових дій здійснив близько 600 бойових вильотів і збив 100 літаків супротивника, в тому числі 80 радянських.

## Нагороди
- Нагрудний знак пілота
- Залізний хрест 2-го і 1-го класу
- Почесний Кубок Люфтваффе (13 вересня 1943)
- Німецький хрест в золоті (17 жовтня 1943)
- Лицарський хрест Залізного хреста (6 квітня 1944) — за 74 перемоги.
- Авіаційна планка винищувача в золоті з підвіскою «600»